# سان خوان دي تورويلا
بلدية سانت جوان دي بيلاتورّادا (بالكاتالانية: Sant Joan de Vilatorrada) هي إحدى بلديات مقاطعة برشلونة، والتي تقع في منطقة كاتالونيا، شرق إسبانيا.
يبلغ عدد سكانها 10.747 نسمة وفقاً لإحصائية سنة (2007).

## أعلام
- لويس لوبيز
- رومان مونتانيز